# قطعنامه ۶۹۳ شورای امنیت
قطعنامه ۶۹۳ شورای امنیت سازمان ملل متحد که در تاریخ ۲۰ مه ۱۹۹۱ تصویب شد، سندی بین‌المللی دربارهٔ آمریکای مرکزی است. این قطعنامه طی نشست ۲۹۸۸ام با ۱۵ رای موافق، ۰ مخالف و ۰ ممتنع تصویب شد.